# Mirror Image
Mirror Image (с англ. Зеркальное отражение) — студийный альбом американской рок-группы Blood, Sweat & Tears, вышедший в 1974 году. В том же году поднимался на 149 строчку в чарте The Billboard 200.
В 2005 году был перевыпущен на CD.
Ross Boissoneau в своем обзоре для Allmusic назвал Mirror Image «самым нетипичным для группы Blood, Sweat & Tears альбомом».

## Список композиций
- A1. Tell Me That I’m Wrong — 2:27
- A2. Look Up to the Sky — 4:39
- A3. Love Looks Good on You (You’re Candy Sweet) — 3:19
- A4. Hold on to Me — 4:10
- A5. Thinking of You — 4:25
- B1. Are You Satisfied — 4:00
- B2. Mirror Image
  - Movement I Maglomania — 2:35
  - Movement II Mirror Image — 3:10
  - Movement III South Mountain Shuffle — 3:08
  - Movement IV Rock Reprise — 2:21
- B3. She’s Coming Home — 3:10

## Участники записи
- Bobby Colomby — ударные
- Dave Bargeron — тромбон, туба, труба
- Georg Wadenius — гитара
- Larry Willis — клавишные
- Jerry Fisher — вокал
- Ron McClure — бас
- Tony Klatka — труба
- Bill Tillman — саксофон, флейта, кларнет
- Jerry LaCroix — вокал, саксофон, флейта, гармоника